# Michal Šucha
Michal Šucha (26. ledna 1914 – 7. listopadu 1977) byl slovenský a československý politik Komunistické strany Slovenska a poslanec Sněmovny národů Federálního shromáždění za normalizace.

## Biografie
V roce 1965 je připomínán coby vedoucí představitel Okresního výboru KSS v okrese Nové Zámky. V letech 1961–1971 se uvádí jako účastník zasedání Ústředního výboru Komunistické strany Slovenska. V roce 1976 je zmiňován jako člen Ústřední kontrolní a revizní komise KSS. K roku 1971 je profesně zmiňován jako vedoucí tajemník Okresního výboru KSS.K roku 1976 jako penzista. Byl mu udělen Řád práce, Řád Vítězného února a další vyznamenání. Zemřel po delší nemoci.
Ve volbách roku 1971 zasedl do slovenské části Sněmovny národů (volební obvod č. 95 – Štúrovo, Západoslovenský kraj). Mandát obhájil ve volbách roku 1976 (obvod Nové Zámky). Ve Federálním shromáždění setrval do své smrti roku 1977.